# Ненад Барачки
Ненад Барачки (Бођани, 25. септембар 1878.-Сомбор, 23. мај 1939) је био српски свештеник, вероучитељ, појац и мелиограф.

## Биографија
Рођен је 25. септембра 1878. године у Бођанима, Војводина. Школовао се у Сремским Карловцима и манастиру Ковиљу.
По завршетку богословије уписао је Филозофски факултет у Београду. Касније је службовао као парохијски свештеник у Темишварској епархији до почетка почетка Првог светског рата. Током рата служио је као војни свештеник у јединицама аустроугарске војске. Учествовао је на Париској мировној конференцији (1919). После рата предавао је веронауку, појање и био хоровођа у мушкој учитељској школи у Сомбору. Био је члан Матице српске и Друштва св. Саве. Умро је у Сомбору 23. маја 1939. године.
Већи део живота бавио се српским црквеним појањем, бележећи савременим нотним системом велики број традиционалних црквених песама.

## Дела
- Нотни зборник црквеног појања по карловачком напеву (1923)
- збирка богослужбених песама Свети и Велики Петак, вечерње и повечерје на плач Матере Божје (1925)
- збирка богослужбених песама Свети и Велики Петак, вечерње и повечерје на плач Матере Божје (1925)
- Литургија св. Јована Златоустог (1925), по руском напеву за два дечија гласа
- Рождество Божије или Божић (1926)
- Стихира општа Србима светитељима
- Васкрсење Христово или Ускрс (1935)
- Химна Његовој Светости Патријарху Варнави
- Литургија (хармонизације)
- Служба св. Ћирилу и Методију
- Историја српске православне цркве (1932)
- Историја хришћанске цркве